# Добренічкі
Добренічкі (пол. Dobreniczki) — село в Польщі, у гміні Ленки-Шляхецькі Пйотрковського повіту Лодзинського воєводства.
Населення — 161 особа (2011).
У 1975-1998 роках село належало до Пйотрковського воєводства.

## Демографія
Демографічна структура станом на 31 березня 2011 року:
|          | Загалом | Допрацездатний вік | Працездатний вік | Постпрацездатний вік |
| -------- | ------- | ------------------ | ---------------- | -------------------- |
| Чоловіки | 73      | 9                  | 53               | 11                   |
| Жінки    | 88      | 17                 | 42               | 29                   |
| Разом    | 161     | 26                 | 95               | 40                   |